# Dirty Deeds Done Dirt Cheap
Dirty Deeds Done Dirt Cheap е третият студиен албум на австралийската хардрок група Ей Си/Ди Си (AC/DC), издаден през месец септември 1976. Първоначално издаден само в Австралия, по-късно албумът е преиздаден и извън страната.
Като достоен наследник на издадения само в Австралия T.N.T., албумът включва поредната порция хитове като едноименната песен, Squealer, Problem Child и други. В Dirty Deeds Done Dirt Cheap са също и някои от най-спорните текстове на песни издадени от групата.
Интересна подробност е песента I'm a Rebel, която е записана за албума, но не е включена в него. За разлика от песните в албума I'm a Rebel е написана от по-големия брат на двамата китаристи, Алекс Йънг. Песента остава неиздадена.
Самото име Dirty Deeds Done Dirt Cheap е избрано в чест на анимационното филмче Бийни и Сесил, което китаристът Ангъс Йънг гледал като малък. Един от героите във филма носел визитка, на която пишело: Dirty Deeds Done Dirt Cheap. Holidays, Sundays and Special Rates.

## Международно издание
В световното издание на албума продуцентската компания прави някои сериозни промени в самия състав на албума: песните Jailbreak и R.I.P. (Rock In Peace) са заменени от Rocker и Love at First Feel. Освен различната обложка, изданието стъпва на американска земя, с леки промени, чак през 1981 г.

## Състав
- Бон Скот – вокал
- Ангъс Йънг – соло китара
- Малкълм Йънг – ритъм китара и беквокали
- Марк Евънс – бас китара и беквокали
- Фил Ръд – барабани

Продуценти
- Хари Ванда
- Джордж Йънг

## Списък на песните
Австралийюско издание:
Страна А
1. Dirty Deeds Done Dirt Cheap – 4:13
2. Ain't No Fun (Waiting Round to Be a Millionaire) – 7:31
3. There's Gonna Be Some Rockin’ – 3:17
4. Problem Child – 5:46

Страна Б
1. Squealer – 5:18
2. Big Balls – 2:40
3. R.I.P. (Rock in Peace) – 3:36
4. Ride On – 5:53
5. Jailbreak – 4:41

Световно издание:
Страна А
1. Dirty Deeds Done Dirt Cheap – 3:52 (редактирана версия)
2. Love at First Feel – 3:12
3. Big Balls – 2:38
4. Rocker – 2:50 (редактирана версия)
5. Problem Child – 5:46

Страна Б
1. There's Gonna Be Some Rockin’ – 3:18
2. Ain't No Fun (Waiting Round to Be a Millionaire) – 6:57 (редактирана версия)
3. Ride On – 5:53
4. Squealer – 5:27

Всички песни са написани от Ангъс Йънг, Малкълм Йънг и Бон Скот.